# Энтль-Имиягун
Энтль-Имиягун (устар. Энтль-Ими-Ягун) — река в России, протекает по территории Сургутского района Ханты-Мансийского автономного округа. Река впадает в Тромъёган по левому берегу на 258 км от устья последнего. Длина реки — 225 км, площадь водосборного бассейна — 2740 км².

## Притоки
- 6 км: Угпанъягун (лв)
- 61 км: Котлунгъягун (пр)
- 82 км: Вонтыръягун (лв)
- 113 км: Сагунъягун (лв)
- Потыхъягун (пр)
- 162 км: Нярсинъягун (пр)
- 192 км: Ийайягун (пр)
- Соим (пр)

## Данные водного реестра
По данным государственного водного реестра России, относится к Верхнеобскому бассейновому округу, водохозяйственный участок реки — Обь от впадения реки Вах до города Нефтеюганск, речной подбассейн реки — Обь ниже Ваха до впадения Иртыша. Речной бассейн реки — (Верхняя) Обь до впадения Иртыша.
Код объекта в государственном водном реестре — 13011100112115200042600.